# Ørkenbjerglærke
Ørkenbjerglærke (Eremophila bilopha) er en 13-14 centimeter stor spurvefugl i lærkefamilien, der yngler i det meste af det nordlige Afrika over det nordlige Arabien til det vestlige Irak.